# Drepanogynis tsaratanana
Drepanogynis tsaratanana là một loài bướm đêm trong họ Geometridae.